# Eichenau
Eichenau é um município da Alemanha, no distrito de Fürstenfeldbruck, na região administrativa de Oberbayern, estado de Baviera.